# Suzuki
 For alternative betydninger, se Suzuki (flertydig). (Se også artikler, som begynder med Suzuki)
Suzuki Motor Corporation (スズキ株式会社 Suzuki Kabushiki-Kaisha) (TYO: 7269
) er en japansk multinational virksomhed med hovedsæde i Minami-ku, Hamamatsu i Japan, som er specialiseret i fremstilling af kompakte biler, firehjulstrukne køretøjer, en fuld vifte af motorcykler, all-terrain vehicles (ATV'ere), påhængsmotorer, kørestole og en række andre mindre forbrændingsmotorer.
Suzuki har over 45.000 ansatte og har 35 produktionsfaciliteter i 23 lande og 133 distributører i 192 lande. Den verdensomspændende salgsmængde af biler er verdens tiende største, mens den indenlandske salgsmængde er den tredjestørste i landet.[kilde mangler]

## Suzuki i Danmark
Suzukis biler har de seneste år været blandt de mest solgte biler i Danmark.
Suzuki motorcykler har i Danmark igennem de seneste år været det mest sælgende mc-mærke[kilde mangler]. Motorcyklerne importeres af firmaet C.Reinhardt as.

## Biler
- Splash
- Swift
- Alto
- Jimny
- Baleno
- Ignis
- SX4
- Liana
- Liana Sport
- Grand Vitara
- Grand Vitara XL-7 (afbildet)
- Vitara
- Wagon R
- Wagon R+

## Motorcykler
- Suzuki GS500E
- Suzuki rm500

## Eksterne links
- Suzuki Global website
- Suzuki Danmark

- Wikimedia Commons har flere filer relateret til Suzuki

| Japan | Spire Denne artikel om et firma eller en virksomhed i Japan er en spire som bør udbygges. Du er velkommen til at hjælpe Wikipedia ved at udvide den. |